# Went
Went – okienko wentylacyjne do okien z pustaków szklanych.
Wykonane są z PVC i szkła. Zbudowane są z podwójnej szybki, zamka i uszczelki. Odznaczają się dużą trwałością. Ich grubość odpowiada wymiarom standardowego pustaka szklanego (8 cm), dzięki czemu moduł z pustaków szklanych pełni nie tylko funkcje dekoracyjną i oświetleniową, ale także funkcję okna, z możliwością wentylacji pomieszczenia, w którym jest zamontowany. Okna z pustaków szklanych z zastosowaniem okienek wentylacyjnych można stosować w piwnicach, garażach, łazienkach, budynkach gospodarczych. Okienka te występują w różnych rozmiarach, dzięki czemu można je dopasować do określonej powierzchni z pustaków szklanych. Można je też montować samodzielnie bez pustaków szklanych.
Istnieją wenty (okienka wentylacyjne) wykonane z samych luksferów dzięki czemu nie ingerują w estetykę szklanej ściany.